# Cimetière de Saint-Cloud
Le cimetière de Saint-Cloud est le cimetière communal de la ville de Saint-Cloud dans les Hauts-de-Seine. Nombre de personnalités y sont enterrées, comme Gérard Blain ou Jean-René Huguenin. Il est organisé en vingt divisions. L'entrée est située 114, avenue du Maréchal-Foch.

## Description
Ce cimetière est formé d'allées rectilignes à angle droit plantées d'arbres, autour d'un rond-point central avec son calvaire de fer forgé. Il présente un patrimoine intéressant, par l'ornementation de certaines tombes (médaillons, bustes) et l'histoire locale ou artistique française. On remarque le monument ouvragé (sculpteur Augustin Lesieux) de l'entrepreneur de spectacle Robert Spire (1838-1915) ou encore la tombe du docteur Charles Desfossez (1927-1900) avec un bas-relief de bronze et un buste par Jean Tournoux.

## Personnalités

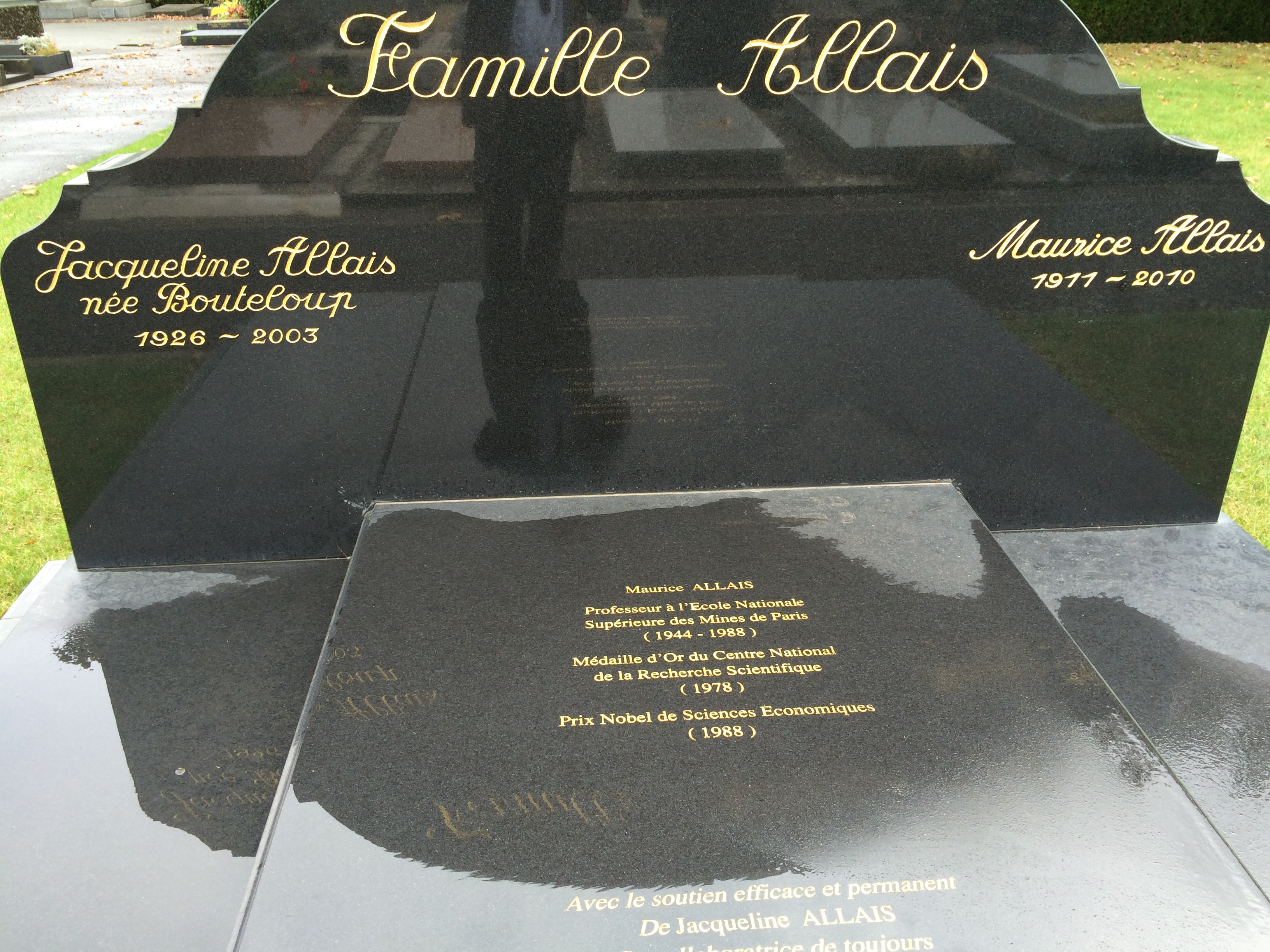
Sépulture Allais.

- René Alexandre (1885-1946), acteur, sociétaire de la Comédie-Française ;
- Maurice Allais (1911-2010), prix Nobel d'économie (division T) ;
- Marcel Amont (1929-2023), chanteur ;
- Jean-Marie Balestre (1921-2008), fondateur de la Fédération internationale du sport automobile ;
- Georges de Beauregard (1920-1984), producteur de cinéma ;
- Sépulture de la famille des éditeurs Belin, dont Auguste-Jean Belin (1786-1851), Eugène Belin (1816-1868) ;
- Gérard Blain (1930-2000), acteur et réalisateur ;
- Edmond Blanc (1856-1920), éleveur de chevaux de course, propriétaire de L'Écho de Paris et député ;
- François Brigneau (né Emmanuel Allot, 1919-2012), éditeur, journaliste et homme politique ;
- Jean-Michel Charlier (1924-1989), scénariste de bande dessinée (division R) ;
- Édouard Dantan (1848-1897), peintre ;
- Alphonse Georges (1875-1951), général [2] ;
- Gilbert Grandval (né Hirsch-Ollendorff, 1904-1981), résistant, ministre et compagnon de la Libération (division O) ;
- Fernand Gravey (né Mertens, 1905-1970), acteur ;
- Jean Guélis (1923-1991), danseur et chorégraphe ;
- Jean-René Huguenin (1936-1962), écrivain ;
- Dorothea Jordan (née Bland, 1761-1816), actrice d'origine anglo-irlandaise (division B) ;
- Gaston de La Touche (né Chochon-Latouche, 1854-1913), peintre, sculpteur et illustrateur ;
- Jean-François Le Forsonney (1949-2009), avocat
- Marie Louguinine (1874-1961), peintre russe, inhumée avec son époux, le prince Alexandre Wolkonsky ;
- Vladislas Perlemuter (1904-2002), pianiste ;
- Jean Pourtalé (1938-1997), réalisateur ;
- Jean Rivalland (1893-1965), officier et haut fonctionnaire (division Q) ;
- Gabrielle Robinne (1886-1980), actrice, inhumée avec son époux René Alexandre ;
- Jane Renouardt (1890-1972), actrice du cinéma muet, enterrée avec son époux Fernand Gravey ;
- Setrak (Yavruyan - Yves Petit) - (1930-2006), pianiste ;
- Alimerdan Bey Toptchoubachov (1862-1934), homme politique azerbaïdjanais, président du Parlement de la République démocratique d'Azerbaïdjan (division P) ;
- Jean Yatove (1903-1978), compositeur ;
- Maurice Yvain (1891-1965), compositeur.